# Фіндель
Фі́ндель (нім. Findelgletscher, Findelengletscher) — льодовик завдовжки 7,3 км (станом на 2011 р.), лежить в масиві Монте-Роза на схід від с.Церматт, що у Пеннінських Альпах, кантон Вале (Швейцарія). У 1973 році мав площу 17,36 км².